# Phalaca splendida
Phalaca splendida är en insektsart som beskrevs av Willemse, C. 1955. Phalaca splendida ingår i släktet Phalaca och familjen gräshoppor. Inga underarter finns listade i Catalogue of Life.